# Ретабло (фільм)
«Рета́бло» (ісп. Retablo) — копродукційний драматичний фільм 2017 року, повнометражний режисерський дебют Альваро Дельґадо-Апарісіо. Прем'єра стрічки відбулася 17 серпня 2017 року на кінофестивалі в Лімі, де вона отримала нагороду за найкращий перуанський фільм. Міжнародна прем'єра відбулася на 68-му Берлінському міжнародному кінофестивалі в лютому 2018 року, де стрічка отримала премію «Тедді» за найкращий дебютний фільм. У травні 2018 року фільм взяв участь у програмі міжнародного конкурсу на 47-му Київському міжнародному кінофестивалі «Молодість» та отримав Приз екуменічного журі за найкращий повнометражний фільм.

## Сюжет
14-річний Сеґундо Паукар навчається у батька — майстра традиційного народного мистецтва ретабло — детальних мальовничих зображень релігійних сцен і важливих подій повсякденного життя. Дорогою на сімейне свято Сеґундо випадково помічає, чим займається його батько, і це руйнує його світ. У традиційному консервативному суспільстві Сеґундо намагатиметься замовчати побачене.

## У ролях
| • Амієл Кайо           | … | Ное Паукар            |
| • Джуніор Беджар Рока  | … | Сеґундо Паукар        |
| • Магалі Сольєр        | … | Анатолія Паукар       |
| • Мауро Чучон          | … | Мардоніо              |
| • Клаудія Солі         | … | Фелічіта              |
| • Убальдо Хуаман       | … | Дон Генаро            |
| • Германіна Лужан      | … | вічна бабуся          |
| • Рікардо Бромлі Лопес | … | Єремія                |
| • Коко Чиарелла        | … | парафіяльний священик |
| • Мелвін Кіхада        | … | Дон Маррерос          |

## Знімальна група
- Автор сценарію — Альваро Дельґадо-Апарісіо, Гектор Галвез
- Режисер-постановник — Альваро Дельґадо-Апарісіо
- Продюсер — Енід Кампос, Альваро Дельґадо-Апарісіо
- Виконавчий продюсер — Менно Доєрін, Лассе Шарпен
- Співпродюсер — Даг Хоєл, Кетлін Макінніс, Тобіас Поппе
- Оператор — Маріо Бассіно
- Композитор — Гаррі Ескотт
- Монтаж — Ерік Вільямс
- Художник-постановник — Едуардо Каміно
- Художник з костюмів — Джованна Вілламіль

## Нагороди та номінації
| Список нагород та номінацій             | Список нагород та номінацій | Список нагород та номінацій                                           | Список нагород та номінацій | Список нагород та номінацій | Список нагород та номінацій |
| Кінофестиваль/Кінопремія                | Рік                         | Категорія                                                             | Номінант(и)                 | Результат                   | Дж                          |
| --------------------------------------- | --------------------------- | --------------------------------------------------------------------- | --------------------------- | --------------------------- | --------------------------- |
| Латноамериканський кінофестиваль в Лімі | 2017                        | Найкращий перуанський художній фільм                                  | Ретабло                     | Перемога                    |                             |
| Берлінський міжнародний кінофестиваль   | лютий 2018                  | «Кришталевий ведмідь» за найкращий художній фільм — Generation 14plus | Ретабло                     | Номінація                   |                             |
| Берлінський міжнародний кінофестиваль   | лютий 2018                  | «Кришталевий ведмідь» за найкращий художній фільм — Спеціальна згадка | Ретабло                     | Перемога                    |                             |
| Берлінський міжнародний кінофестиваль   | лютий 2018                  | Премія «Тедді» за найкращий перший фільм                              | Ретабло                     | Перемога                    |                             |
| Міжнародний кінофестиваль в Сіеттлі     | 2018                        | Приз New Directors Competition                                        | Ретабло                     | Номінація                   |                             |
| 47-й КМКФ «Молодість»                   | 2018                        | Гран-прі «Скіфський олень»                                            | Ретабло                     | Номінація                   | [ 5 ]                       |
| 47-й КМКФ «Молодість»                   | 2018                        | Приз журі «Сонячний зайчик»                                           | Ретабло                     | Номінація                   | [ 5 ]                       |
| 47-й КМКФ «Молодість»                   | 2018                        | Приз екуменічного журі за найкращий повнометражний фільм              | Ретабло                     | Перемога                    | [ 7 ]                       |
| Міжнародний кінофестиваль у Мельбурні   | 2018                        | Приз глядацьких симпатій за найкращий художній фільм                  | Ретабло                     | Номінація                   |                             |